# Dampf-Wasser-Mischer
Ein Dampf-Wasser-Mischer ist ein Mischer zur Erzeugung von Warmwasser aus kaltem Leitungswasser und Wasserdampf. Das Gerät besteht aus zwei Rohrstücken mit Anschluss an die Rohrleitungen für Wasser und Dampf sowie zwei Drosselarmaturen zur Einstellung der gewünschten Menge und Temperatur des Warmwassers. Das Gerät ist vor allem in der Chemischen Industrie im Laborbereich in Anwendung.